# Under Pressure (chanson)
Pour les articles homonymes, voir Under Pressure.
Singles de Queen
Flash
(novembre 1980) Body Language
(avril 1982)
Singles par David Bowie
Up the Hill Backwards
(mars 1981) Wild Is the Wind
(novembre 1981)
Under Pressure est une chanson écrite et interprétée par Queen et David Bowie. Sortie en single en octobre 1981, cette chanson est la première collaboration du groupe anglais avec un autre artiste, et figure sur leur album Hot Space sorti en 1982. Elle rencontre un grand succès à sa sortie : no 1 des ventes au Royaume-Uni, elle se classe dans le top 10 dans de nombreux pays européens.

## Histoire

### Contexte

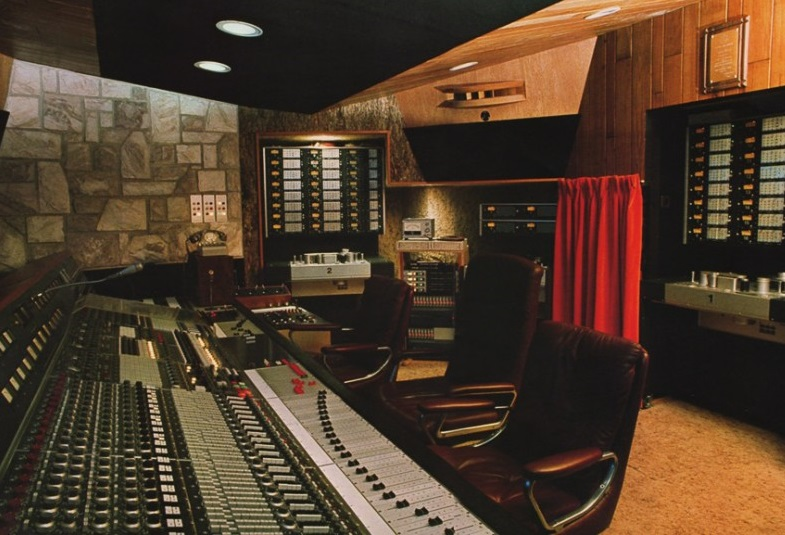
Les studios Mountain.

En juillet 1981, après leurs premiers concerts en Amérique du Sud, les quatre membres de Queen cherchent un peu de répit du côté des studios Mountain à Montreux, en Suisse. Au cours des deux années précédentes, ils ont enregistré deux albums, The Game et Flash Gordon, et donné de nombreux concerts dans le monde entier. C'est à contrecœur qu'ils retournent en studio et ils prévoient de publier une compilation pour se laisser le temps de mettre au point de nouvelles chansons.
De son côté, David Bowie est dans une période creuse. Bien que Scary Monsters (and Super Creeps) soit sorti près d'un an plus tôt, il ne démontre aucune envie de produire un nouveau disque : 1981 est la première année où il ne sort aucun album depuis plus d'une décennie. Les causes de ce silence ne sont pas d'ordre artistique : le chanteur attend avec impatience la fin du contrat qui le lie à RCA Records, un label dont il est de plus en plus mécontent, ainsi que l'échéance du 30 septembre 1982, date jusqu'à laquelle une partie des bénéfices générés par sa musique continue à revenir à son ancien manager Tony Defries, dont il s'est séparé en termes moins que cordiaux en 1975. S'il se rend lui aussi aux studios Mountain en juillet 1981, c'est pour ajouter sa voix sur Cat People (Putting Out Fire), une composition de Giorgio Moroder pour la bande originale du film de Paul Schrader La Féline.
L'ingénieur du son du studio David Richards, qui a travaillé avec Bowie sur son album "Heroes" en 1977, entre en contact avec le chanteur et lui propose de passer faire la connaissance des membres de Queen, ce qu'il accepte. Bowie et Mercury se sont en réalité déjà croisés à Londres à la fin des années 1960, avant qu'ils ne deviennent célèbres. À l'époque, le chanteur de Queen vendait des habits sur le marché de Kensington où Bowie se rendait parfois.

### Enregistrement
La rencontre Bowie-Queen donne lieu à une jam session de reprises avant que les musiciens n'envisagent de créer un nouveau morceau. Le bassiste John Deacon compose alors un riff que chaque musicien complète l'un après l'autre. Une fois achevée, Bowie écrit les paroles de la chanson, intitulée dans un premier temps People on Streets. Il les retravaille plus tard pour leur donner un caractère plus abstrait et la renomme Under Pressure. Le chanteur déclare que « c'était totalement spontané, absolument pas prévu. Un peu… étrange ». Durant la séance d'enregistrement, Bowie enregistre également des chœurs pour la chanson de Queen Cool Cat, mais la version finale de ce titre parue sur l'album Hot Space ne comporte pas sa contribution.
La collaboration entre les cinq musiciens n'est pas dépourvue de tensions. Le guitariste Brian May déclare en 1982 qu'« il est difficile de travailler avec Bowie, car nous avions deux méthodes de travail différentes. C'était stimulant mais également presque impossible à cohabiter. Nous sommes têtus comme des mules et monsieur Bowie aussi. En fait, il l'est probablement autant que nous quatre réunis. Je pense que ça a été utile, mais même après l'enregistrement, des désaccords ont persisté sur comment le morceau devait être publié ou s'il devait même être publié ». Le batteur Roger Taylor souligne que c'est la première fois que Queen travaille ainsi avec un autre artiste et que « certains egos en ont été un brin froissés ».
Le mixage se déroule au studio new-yorkais Power Station. Il ne se fait pas sans heurt non plus, car Reinhold Mack, l'ingénieur du son de Queen, n'apprécie pas le comportement autoritaire de Bowie. En fin de compte, il fait appel à Freddie Mercury comme négociateur. Roger Taylor reconnaît la « spontanéité de la collaboration et elle se voit sur l'enregistrement final, mais la version finale n'est pas finie et ressemble plus à un mixage brut qu'à une chanson achevée ».

### Parution et accueil
Ni Queen, ni Bowie ne sont convaincus que Under Pressure est digne d'être publiée. C'est la maison de disques de Queen, EMI, qui décide de la sortir en single, avec comme face B Soul Brother, un titre écarté de l'album The Game.
Le single Under Pressure est publié en octobre 1981. C'est un succès immédiat au Royaume-Uni : il occupe pendant deux semaines la première place du hit-parade, une première pour Queen depuis Bohemian Rhapsody (1975) et pour Bowie depuis Ashes to Ashes l'année précédente. Aux États-Unis, la chanson ne dépasse pas la 29e place du Billboard Hot 100, ce qui constitue néanmoins la meilleure performance pour une chanson de Bowie depuis Golden Years en 1975.
Du fait de son bon accueil par le public, Under Pressure est jouée sur scène par Queen dès les 24 et 25 novembre 1981 au Forum de Montréal (ces concerts sont publiés en 2007 sur l'album live Queen Rock Montreal). Elle reste dans leur setlist jusqu'en août 1986, faisant régulièrement partie des temps forts de leurs concerts. Elle est cependant interprétée de façon plus brute et une tonalité en dessous de celle du single pour que Mercury puisse interpréter les deux parties de chant, la sienne et celle de Bowie. Elle figure sur les albums live Live Magic (1986), Live at Wembley '86 (1992), Queen on Fire: Live at the Bowl (2004), Queen Rock Montreal (2007) et Hungarian Rhapsody: Queen Live in Budapest (2012).
De son côté, Bowie interprète pour la première fois Under Pressure en public le 20 avril 1992, lors du concert donné en hommage à Mercury au stade de Wembley. La partie vocale du chanteur de Queen, mort six mois plus tôt, est assurée par Annie Lennox. La chanson figure ensuite dans le répertoire scénique de Bowie en 1995-1996 (Outside Tour), 1997 (Earthling Tour), 2000 et 2003-2004 (A Reality Tour). Durant ces concerts, c'est la bassiste Gail Ann Dorsey qui chante à ses côtés. Elle apparaît sur les albums live A Reality Tour (2010), Glastonbury 2000 (2018) et Ouvrez Le Chien (Live Dallas 95) (2020).
En 2014, les lecteurs du magazine Rolling Stone classent Under Pressure à la 7e place de leurs chansons préférées de Queen. À la suite de la mort de Bowie, en janvier 2016, la chanson fait son entrée ou son retour dans les hit-parades de nombreux pays, par exemple en France où elle se classe no 20 des ventes.

### Postérité
Singles de Queen
Another One Bites the Dust (remix)
(1998) We Will Rock You (Five + Queen version)
(2000)
Une version remixée de la chanson est publiée en décembre 1999 afin de promouvoir la compilation de Queen Greatest Hits III. Elle est sous-titrée « Rah Mix », apparemment en référence au cri poussé au début de la chanson. Ce single se classe no 14 des ventes au Royaume-Uni.
La ligne de basse de Under Pressure est samplée en 1990 sur Ice Ice Baby du rappeur américain Vanilla Ice, qui connaît un énorme succès à sa sortie et se classe en tête des hit-parades de nombreux pays, dont les États-Unis et le Royaume-Uni. Ni Queen, ni David Bowie ne sont crédités, et ce n'est qu'après avoir brandi la menace d'un procès pour atteinte au droit d'auteur que les cinq musiciens obtiennent d'être crédités, ainsi qu'une somme d'argent non divulguée. Le duo irlandais Jedward enregistre en 2010 un medley de Under Pressure et Ice Ice Baby avec la participation de Vanilla Ice. Ce premier single de Jedward se classe no 1 des ventes en Irlande et no 2 au Royaume-Uni.
Under Pressure a été reprise par de nombreux artistes, comme :
- The Used avec My Chemical Romance en single en 2005 pour les victimes du tsunami de 2004 ;
- Keane en 2007 sur la compilation Radio 1 Established 1967 ;
- Ben Harper en 2010 sur l'album live Live from the Montreal International Jazz Festival ;
- The Protomen (en) en 2012 sur l'album live Present: A Night of Queen ;
- Shawn Mendes et Teddy Geiger en single en 2018.

Dans sa version originale, Under Pressure est utilisée dans de nombreuses séries télévisées, parmi lesquelles Les Experts, Cold Case : Affaires classées, Scrubs, Studio 60 on the Sunset Strip, Dirty Sexy Money, Smash ou The Magicians, ainsi que dans les films Happy Feet 2, 40 jours et 40 nuits, The Girl Next Door, Une drôle d'histoire, Ma meilleure ennemie, Atomic Blonde ou Eyjafjallajökull ou encore En eaux très troubles. Une version remixée par Oliver Coates est également présente durant la scène finale de Aftersun.

## Caractéristiques artistiques

### Paroles et musique
Le biographe de Bowie Nicholas Pegg compare Under Pressure à la chanson des Beatles A Day in the Life dans la mesure où il est très facile de distinguer les passages composés par Queen de ceux composés par Bowie. Ainsi, l'introduction en scat de Freddie Mercury annonce son single en solo de 1985 Living on My Own, tandis que le break « Insanity laughs, under pressure we're breaking » rappelle les années 1970 de Bowie. Cette alternance entre les passages dominés par l'un ou l'autre des deux artistes se poursuit jusqu'à la fin de la chanson, où une section arena rock typique de Queen (« why can't we give love that one more chance ») est suivie d'une intervention de Bowie (« this is our last dance ») qui reprend en partie la mélodie d'une de ses toutes premières compositions, le single de 1965 You've Got a Habit of Leaving.
En 2003, Taylor admet que ce n'est pas leur meilleur enregistrement mais estime néanmoins que « c'est un des meilleurs morceaux qu'ils ont fait. Il a plutôt bien vieilli ». Il qualifie la collaboration avec Bowie de « vraiment très vivifiante et intéressante. Un grand succès ».

### Pochette et clip
La pochette du 45 tours est entièrement noire et se contente d'indiquer en lettres capitales blanches le nom des deux artistes et le titre de la chanson.
Le clip de Under Pressure est confié au réalisateur David Mallet, qui doit se passer de la participation des artistes : Queen y est assez indifférent, tandis que David Bowie est indisponible. S'inspirant du thème de la chanson, Mallet réalise un collage de différentes vignettes illustrant l'idée de « pression » : émeutes, embouteillages, bâtiments qui explosent, chômage et chute des marchés boursiers, entre autres. Ces images, tirées de films d'actualité, alternent avec des extraits de films muets mettant en scène Greta Garbo, John Gilbert et Max Schreck dans le Nosferatu le vampire de Friedrich Wilhelm Murnau. C'est le premier clip de Queen qui ne les met pas en scène. Il est censuré par la BBC à cause d'une scène montrant l'explosion de voitures piégées par l'IRA. Elle doit être coupée avant sa diffusion dans l'émission Top of the Pops.
Under Pressure (Rah Mix) bénéficie d'un clip différent, réalisé par les Autrichiens Rudi Dolezal (en) et Hannes Rossacher (en). Il se compose de séquences filmées lors des concerts de Queen à Wembley en 1986 et du Freddie Mercury Tribute en 1992. Les passages avec Annie Lennox sont écartés afin de donner l'impression d'un duo entre Bowie et Mercury. Ce clip est diffusé pour la première fois dans une émission spéciale de Top of the Pops consacrée à David Bowie.

## Fiche technique

### Chansons
| A. | Under Pressure | Freddie Mercury, Brian May, Roger Taylor, John Deacon, David Bowie | 4:09 |
| B. | Soul Brother   | Mercury                                                            | 3:38 |

| 1. | Under Pressure | Mercury, May, Taylor, Deacon, Bowie | 4:09 |
| 2. | Soul Brother   | Mercury                             | 3:40 |
| 3. | Body Language  | Mercury                             | 4:33 |

| 1. | Under Pressure (Rah Mix) | Mercury, May, Taylor, Deacon, Bowie | 4:11 |
| 2. | Bohemian Rhapsody        | Mercury                             |      |
| 3. | Thank God It's Christmas | May, Taylor                         |      |

| 1. | Under Pressure (Rah Mix Radio Edit) | Mercury, May, Taylor, Deacon, Bowie | 3:46 |
| 2. | Under Pressure (Mike Spencer Mix)   | Mercury, May, Taylor, Deacon, Bowie | 3:53 |
| 3. | Under Pressure (Knebworth Mix)      | Mercury, May, Taylor, Deacon, Bowie |      |

| 1. | Under Pressure (Rah Mix Radio Edit) | Mercury, May, Taylor, Deacon, Bowie | 3:46 |
| 2. | Under Pressure (Club 2000 Mix)      | Mercury, May, Taylor, Deacon, Bowie |      |

## Musiciens
Selon le livret accompagnant l'album Hot Space de Queen.
- Freddie Mercury – chant, chœurs, piano, orgue Hammond, claquements de mains, claquements de doigts
- Brian May – guitare électrique, claquements de mains, claquements de doigts
- John Deacon – basse, claquements de mains, claquements de doigts
- Roger Taylor – batterie, choeurs, claquements de mains, claquements de doigts
- David Bowie – chant, choeurs, synthétiseur, claquements de mains, claquements de doigts
- David Richards – piano

### Équipe de production
- Queen et David Bowie : producteurs
- David Richards , Reinhold Mack : ingénieurs du son

### Classements et certifications
| Pays                                    | Meilleure position |
| --------------------------------------- | ------------------ |
| Afrique du Sud (Springbok Radio)        | 4                  |
| Allemagne de l'Ouest (Media Control AG) | 21                 |
| Australie (Kent Music Report)           | 6                  |
| Autriche (Ö3 Austria Top 40)            | 10                 |
| Belgique (Flandre Ultratop 50 Singles)  | 5                  |
| Canada (RPM Top Singles)                | 3                  |
| Espagne (AFYVE)                         | 9                  |
| États-Unis (Billboard Hot 100)          | 29                 |
| Irlande (Irish Singles Chart)           | 2                  |
| Norvège (VG-lista)                      | 5                  |
| Nouvelle-Zélande (RMNZ)                 | 6                  |
| Pays-Bas (Single Top 100)               | 1                  |
| Royaume-Uni (UK Singles Chart)          | 1                  |
| Suède (Sverigetopplistan)               | 10                 |
| Suisse (Schweizer Hitparade)            | 10                 |

| Pays                           | Meilleure position |
| ------------------------------ | ------------------ |
| Allemagne (Media Control AG)   | 71                 |
| Australie (ARIA)               | 42                 |
| Autriche (Ö3 Austria Top 40)   | 37                 |
| Espagne (PROMUSICAE)           | 28                 |
| États-Unis (Billboard Hot 100) | 45                 |
| France (SNEP)                  | 20                 |
| Irlande (Irish Singles Chart)  | 45                 |
| Italie (FIMI)                  | 29                 |
| Pays-Bas (Single Top 100)      | 66                 |
| Royaume-Uni (UK Singles Chart) | 43                 |
| Suède (Sverigetopplistan)      | 59                 |
| Suisse (Schweizer Hitparade)   | 49                 |

| Pays              | Ventes      | Certifications |
| ----------------- | ----------- | -------------- |
| États-Unis (RIAA) | 2 000 000 + | 2 × Platine    |
| Italie (FIMI)     | 50 000 +    | Platine        |
| Royaume-Uni (BPI) | 1 000 000 + | Platine        |